# Кимико Ширатори
Кимико Ширатори (јап. 白鳥 公子) бивша је јапанска фудбалерка.

## Репрезентација
За репрезентацију Јапана дебитовала је 1984. године. За тај тим одиграла је 5 утакмица.

## Статистика
| Јапан  | Јапан | Јапан |
| Год.   | Ута.  | Гол.  |
| ------ | ----- | ----- |
| 1984   | 3     | 0     |
| 1985   | 0     | 0     |
| 1986   | 2     | 0     |
| Укупно | 5     | 0     |